# Sućuraj
Sućuraj (italienisch  San Giorgio) ist ein dalmatinisches Fischerdorf in Kroatien. Die Gemeinde hat 426 Einwohner, während die Ortschaft Sućuraj 293 Einwohner hat (Volkszählung 2021). Das Dorf liegt auf der östlichen Spitze der Insel Hvar nahe dem Festland.
Durch seine Strände, an denen von Mai bis November gebadet werden kann, ist Sućuraj ein Ziel des Tourismus. Das Klima ist trocken und von den Sommerwinden Mistral und Tramontana geprägt.

## Infrastruktur
Sućuraj ist mit dem Festland über eine Autofähre nach Drvenik verbunden. Die Fähre verkehrt mehrmals täglich bei einer Fahrzeit von etwa 30 Minuten.